# Babylon (condado de Suffolk, Nueva York)
Para el municipio homónimo, véase Babylon
Babylon es una villa situada en el condado de Suffolk, en el estado de Nueva York, Estados Unidos. Tiene una población estimada, a mediados de 2023, de 12 106 habitantes.

## Geografía
La localidad está ubicada en las coordenadas 40°41′N 73°19′O / 40.683, -73.317. Según la Oficina del Censo, tiene una superficie total de 7.23 km², de los cuales 6.24 km² corresponden a tierra firme y 0.99 km² están cubiertos de agua.

## Demografía
Según la estimación 2018-2022 de la Oficina del Censo, los ingresos medios de los hogares de la localidad son de $136,875 y los ingresos medios de ls familias son de $167,196. Los ingresos per cápita en los últimos doce meses, medidos en dólares de 2022, son de $66,333. Alrededor del 2.4% de la población está por debajo de la línea de pobreza.